# Per Adolf Geijer
Per Adolf Geijer (født 9. april 1841, død 16. april 1919) var en svensk romanist.
Geijer tog Doktorgraden 1864, blev Docent i Fr. og Ital. ved Uppsala Universitet 1872
og ordinær Prof. i romanske Sprog 1890; tog sin Afsked 1916.
Geijer har paa mange Maader virksomt fremmet det romanske Sprogstudium
i Sverige: han organiserede saaledes 1878 det romanske Seminarium i Uppsala og var i mange
Aar dets Forstander.
Desuden har han udgivet en Rk. mindre Afhandlinger vedr. særlig
syntaktiske og lydlige Forhold i Fransk; de vidner
alle om en fin kritisk Sans, en vaagen
Iagttagelsesevne og en mangesidig Lærdom.
Her anføres: Etudes sur les mémoires de Philippe de
Commines (1871). »Historisk öfverblick af
latinets qui och qualis, fortsatte som
relativpronomina i de romanska språken« (1897). »Om
Artiklen, dess ursprung och uppgift särskildt i
franskan och romanska språk« (1898). »Modus
conjunctivus sårskildt i franskan« (1901). Som
Tak og Hyldest udgav hans Elever paa hans
60-aarige Fødselsdag et Festskrift, kaldet:
»Uppsatser i Romansk Filologi, tillägnade Professor P. A. G.«.